# Notiomys edwardsii
Notiomys edwardsii is een zoogdier uit de familie van de Cricetidae. De wetenschappelijke naam van de soort werd voor het eerst geldig gepubliceerd door Thomas in 1890.

## Voorkomen
De soort komt voor in het zuiden van Argentinië en Brazilië.